# Mounet-Sully
Mounet-Sully, pseudonimo di Jean-Sully Mounet (Bergerac, 1841 – Parigi, 1916), è stato un attore francese.

## Biografia

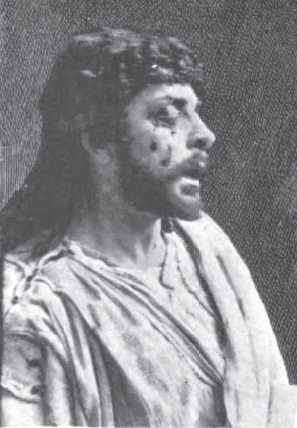
Mounet-Sully nel ruolo di Edipo, 1896

Mounet-Sully nacque a Bergerac nel 1841.
Effettuò studi teologici per diventare pastore protestante, ma all'età di venticinque anni entrò al Conservatoire national supérieur d'art dramatique.
Dopo un esordio teatrale non soddisfacente e aver meditato di cambiare mestiere, vinse il premio del Conservatoire per la commedia, dopo di che si esibì all'Odéon; reduce dalla guerra del 1870, entrò alla Comédie-Française (1872), dove esordì nel 1872 in Andromaca di Jean Racine, ed effettuò una lunga carriera di attore tragico, il più significativo tra i contemporanei, ottenendo successo e consensi grazie alla sua esuberante personalità, al nobile portamento e alle grandi doti vocali, una voce forte e modulata applicata ad un repertorio vastissimo, che spaziava dai classici greci a William Shakespeare, da Voltaire a Goethe (Oreste, Amleto, Edipo).
Inoltre si affermò anche quale interprete delle più note figure del dramma romantico..
I tour trionfali che ha fatto in Europa, in Russia e in particolare negli Stati Uniti d'America nel 1894, con i suoi più grandi successi rafforzarono la sua celebrità internazionale.
Fu anche attore cinematografico per la casa Film d'Art.
Suo fratello Paul (1847-1922), studiò medicina, ma all'età di trentatré anni esordì nel mondo del teatro, con la compagnia dell'Odéon, specializzandosi in ruoli tragici, prima di entrare alla Comédie-Française, dove divenne noto per le parti in personaggi di vecchi.

## Teatro

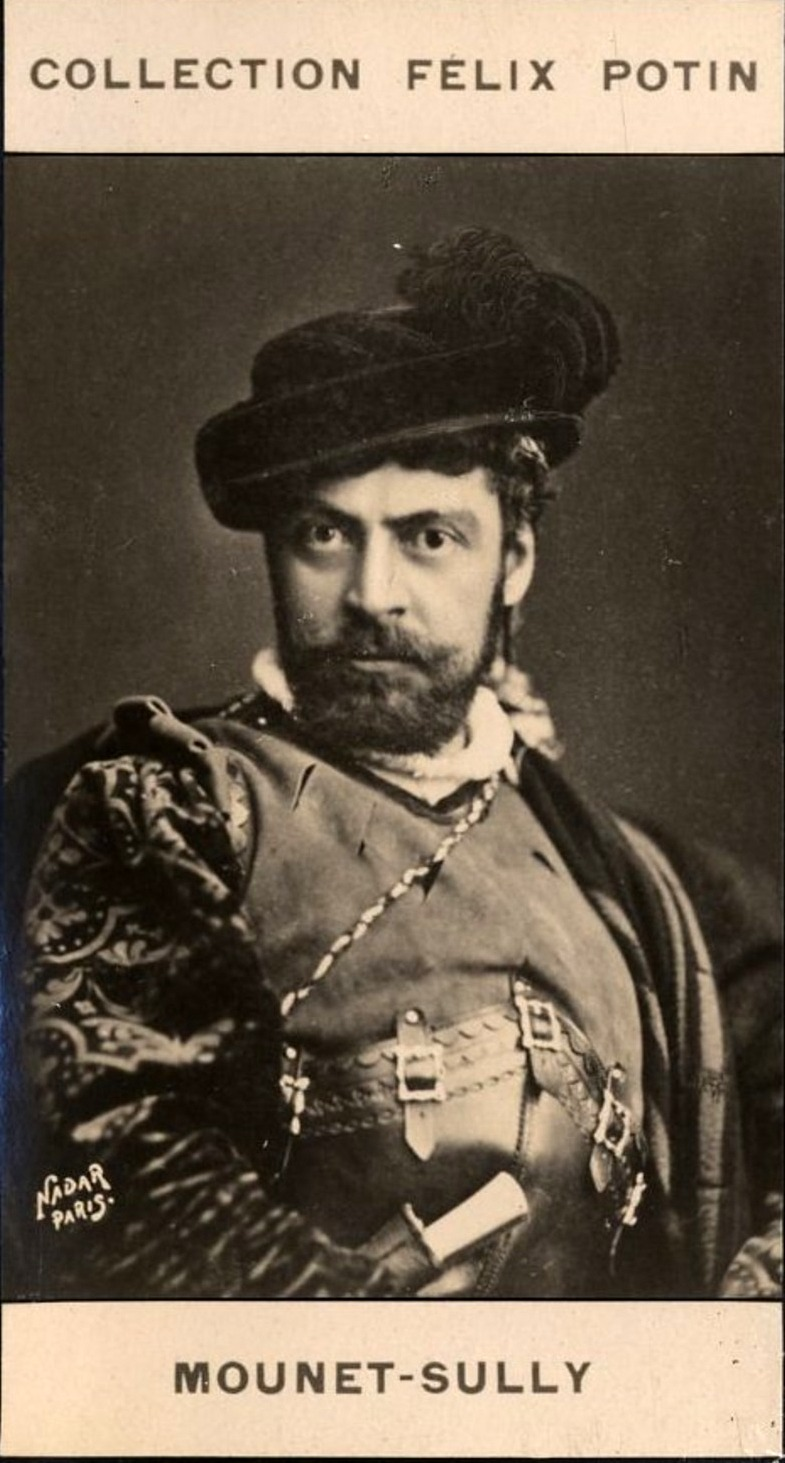
Mounet-Sully nel 1900

- Le Bâtard d'Alfred Touroude, Teatro dell'Odéon (1869);
- Andromaca (Andromaque) di Jean Racine, regia di Émile Perrin, Comédie-Française (1872);
- Britannico (Britannicus) di Jean Racine (1872);
- Marion de Lorme di Victor Hugo (1873);
- Fedra (Phèdre) di Jean Racine (1873);
- Jean de Thommeray d'Émile Augier e Jules Sandeau (1873);
- Zaira (Zaïre) di Voltaire (1874);
- La Fille de Roland di Henri de Bornier (1875);
- Rome vaincue d'Alexandre Parodi (1876);
- Hernani di Victor Hugo (1877);
- Mitridate (Mithridate) di Jean Racine (1879);
- Ruy Blas di Victor Hugo (1879);
- Garin di Paul Delair (1880);
- Ifigenia (Iphigénie) di Jean Racine (1880);
- Edipo re di Sofocle (1881);
- Il re si diverte (Le roi s'amuse) di Victor Hugo (1882);
- Poliuto (Polyeucte) di Pierre Corneille (1884);
- Il Cid (Le Cid) di Pierre Corneille (1885);
- Amleto di William Shakespeare (1886);
- Atalia (Athalie) di Jean Racine (1892);
- Par le glaive di Jean Richepin (1892);
- Antigone di Sofocle (1893);
- Les Phéniciennes di Georges Rivollet (1893);
- Berenice (Bérénice) di Jean Racine (1893);
- Le Fils de l'Arétin di Henri de Bornier (1895);
- La Martyre di Jean Richepin (1898);
- Otello di William Shakespeare (1899);
- I burgravi (Les Burgraves) di Victor Hugo  (1902);
- Le Réveil di Paul Hervieu (1905);
- La Vieillesse de Don Juan di Pierre Barbier e Mounet-Sully (1906);
- Les Érinnyes di Charles Marie René Leconte de Lisle (1910);
- Il misantropo (Le Misanthrope) di Molière (1910);
- Amphitryon di Molière (1914);
- Sophonisbe d'Alfred Poizat (1914).

## Galleria d'immagini

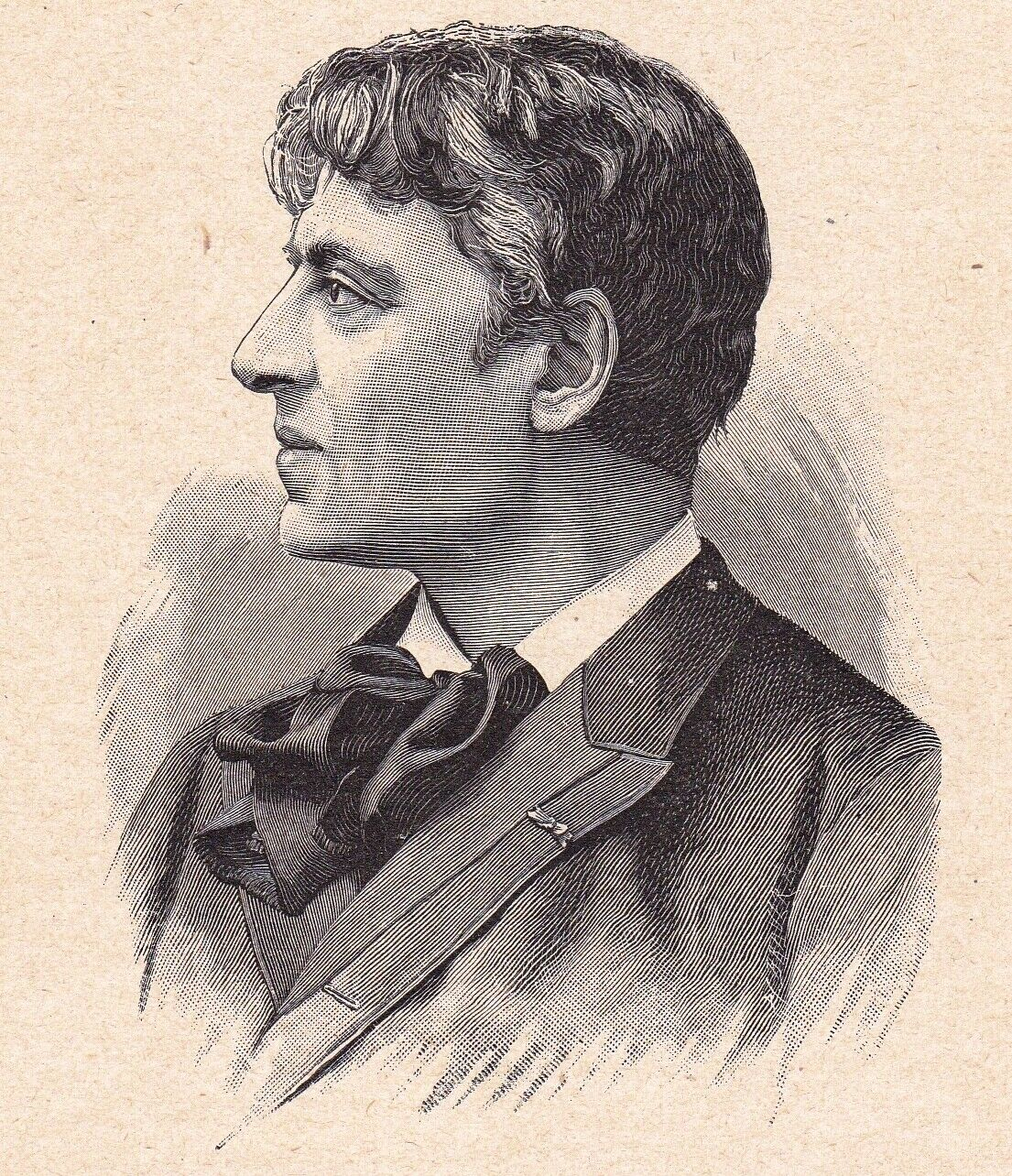
Mounet-Sully nel 1875
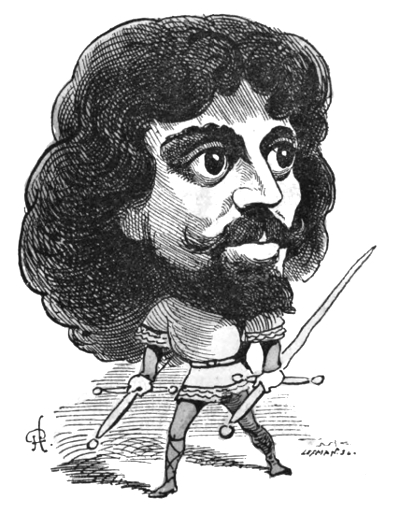
Caricatura di Mounet-Sully del 1894
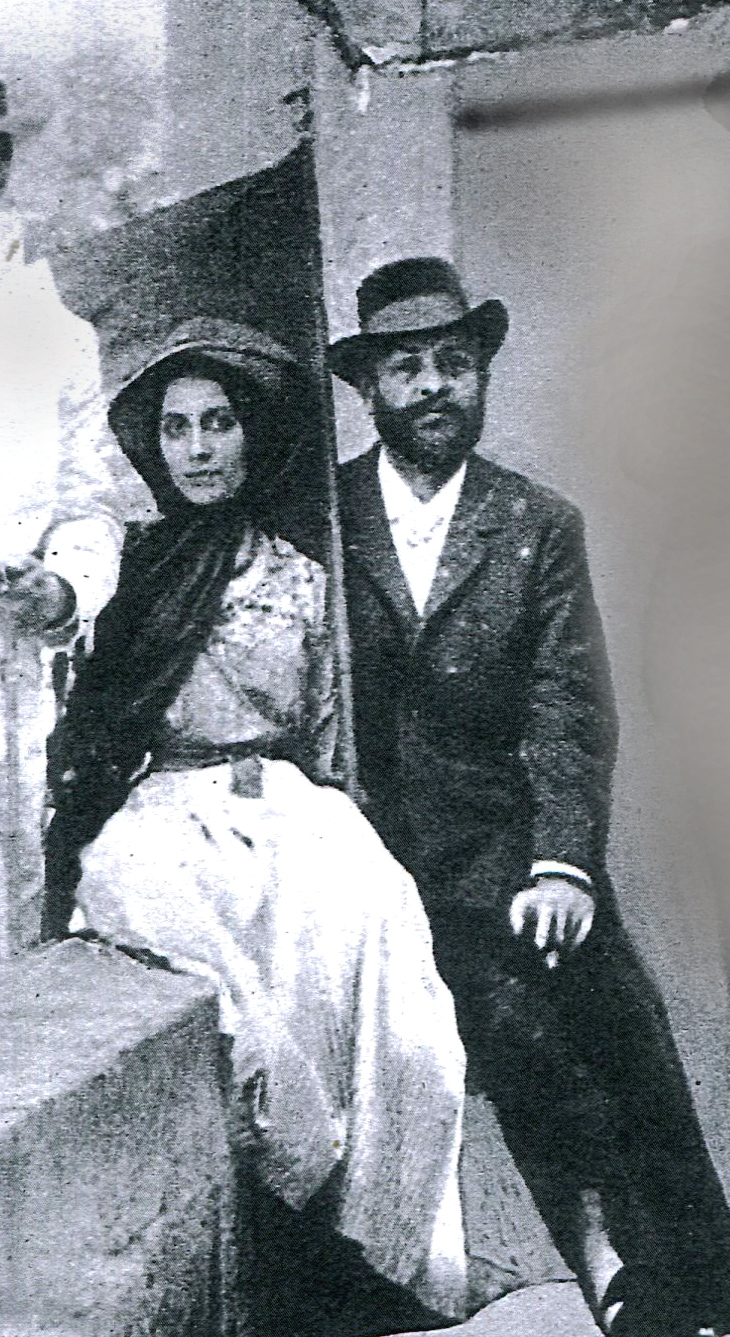
Stacia Napierkowska e Mounet-Sully, nel 1913
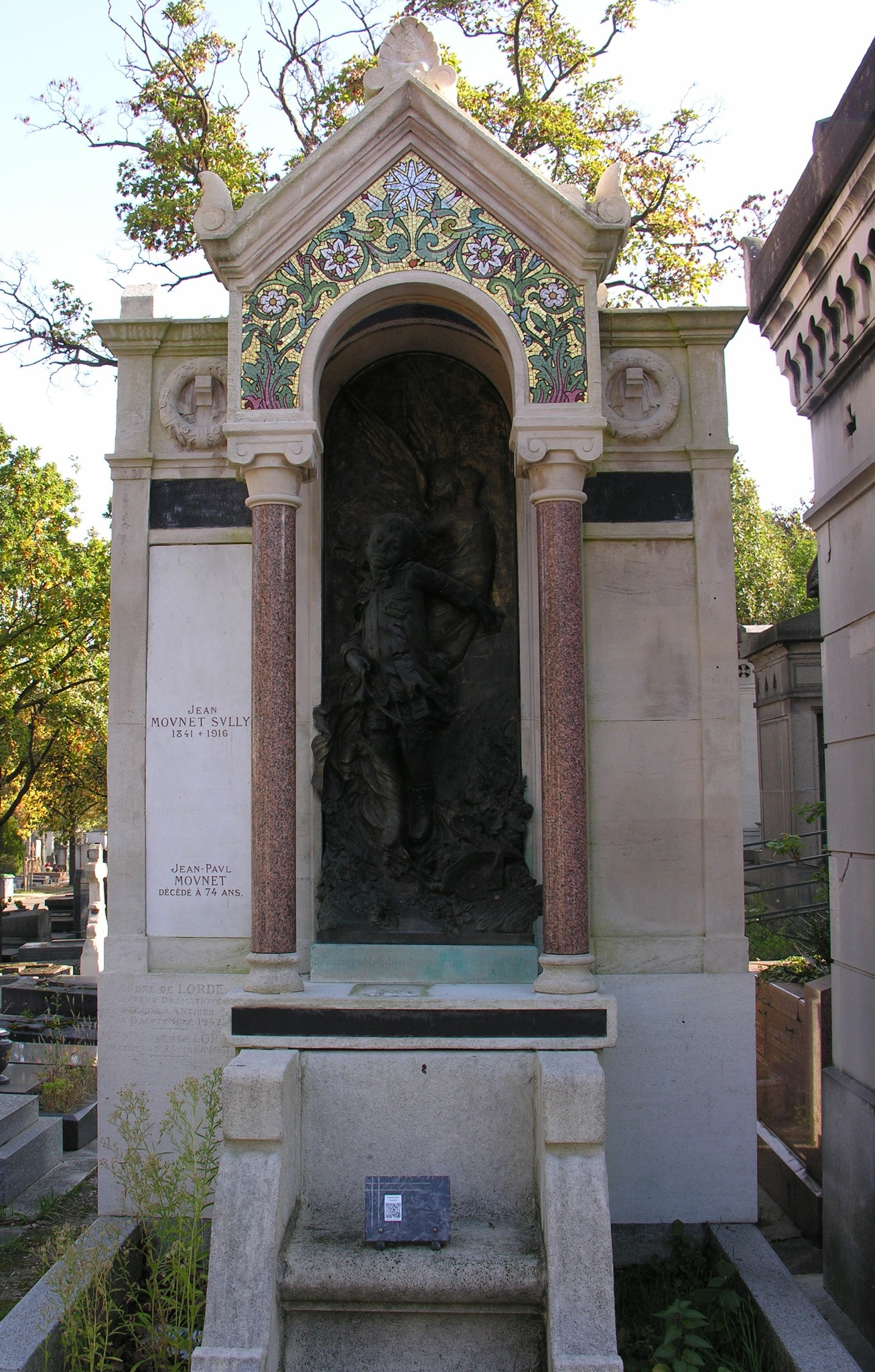
Tomba.